# Dysderina intempina
Dysderina intempina là một loài nhện trong họ Oonopidae.
Loài này thuộc chi Dysderina. Dysderina intempina được Arthur M. Chickering miêu tả năm 1968.